# Gąsawa
Gąsawa est une ville du centre-nord de la Pologne situé dans le powiat de Żnin en voïvodie de Couïavie-Poméranie. Le village est le chef-lieu de la gmina de Gąsawa (commune rurale), dont il représente 5,2 % du territoire avec une superficie de 7,02 km2, et 27 % de la population avec 1 406 habitants en 2021.

## Géographie

### Localisation
Le village de Gąsawa se situe à 10,6 km de Żnin, le chef-lieu du powiat (district) et à 10,6 km au sud-ouest de Bydgoszcz, le chef-lieu de la voïvodie (région).
| \| Localisation du ville au sein de la gmina Gąsawa. \| Localisation du ville au sein de la gmina Gąsawa. |
| Localisation du ville au sein de la gmina Gąsawa.                                                         |

### Climat
À Gąsawa, les étés sont confortables et partiellement nuageux tandis que les hivers sont longs, glacials, neigeux, venteux et nuageux dans l'ensemble. Au cours de l'année, la température varie généralement de -4 °C à 24 °C et est rarement inférieure à -13 °C ou supérieure à 30 °C.
| Mois                                | jan. | fév. | mars | avril | mai | juin | jui. | août | sep. | oct. | nov. | déc. | année |
| ----------------------------------- | ---- | ---- | ---- | ----- | --- | ---- | ---- | ---- | ---- | ---- | ---- | ---- | ----- |
| Température minimale moyenne (°C)   | −4   | −3   | −1   | 3     | 8   | 11   | 13   | 12   | 9    | 5    | 1    | −2   | 4,3   |
| Température moyenne (°C)            | −2   | −1   | 3    | 8     | 14  | 16   | 19   | 18   | 14   | 9    | 4    | 0    | 8,5   |
| Température maximale moyenne (°C)   | 1    | 2    | 7    | 13    | 19  | 21   | 24   | 23   | 18   | 12   | 6    | 2    | 12,3  |
| Nombre de jours avec précipitations | 5,7  | 4,9  | 5,7  | 5,3   | 7,4 | 8,3  | 8,7  | 7,5  | 6,1  | 5,7  | 6,1  | 6,6  | 6,5   |
| Nombre de jours avec neige          | 1,1  | 1    | 0,4  | 0,1   | 0   | 0    | 0    | 0    | 0    | 0    | 0,4  | 0,8  | 0,3   |

## Histoire
Gąsawa est resté dans l’histoire comme l’endroit où a été assassiné le duc Lech Ier le Blanc, princeps de Pologne. Le 3 novembre 1227, à l’occasion d’une assemblée des ducs Piasts à Gąsawa, Lech le Blanc est tué dans un guet-apens monté par Świętopełk II de Poméranie et Ladislas Odonic. Henri Ier le Barbu est gravement blessé. Lech le Blanc a été le dernier duc de Cracovie ayant eu autorité sur tous les duchés polonais. Son assassinat est suivi d’une foire d’empoigne entre les prétendants au trône dont sortira vainqueur Ladislas III aux Jambes Grêles.
Gonsawa fait partie de 1818 à 1887 de l'arrondissement de Schubin puis jusqu'en 1919 de l'arrondissement de Znin dans le district de Bromberg au sein de la province de Posnanie.
Gąsawa a reçu les privilèges urbains en 1388. Il a perdu son statut de ville en 1934, elle n'a retrouvé ses droits de ville qu'en 2024.

## Politique et administration

### Fonctionnement
Le sołectwo (subdivision administrative d'une commune en Pologne) de Gąsawa est une unité auxiliaire de la gmina de Gąsawa (commune rurale). Le gouvernement local des habitants du sołectwo fonctionne sur la base des dispositions légales et en en particulier la Loi du 8 mars 1990 sur l'autonomie municipale (Journal des lois de 2001, n° 142, article 1591) et la résolution n° X/74/2019 du Conseil communal de Gąsawa du 23 septembre 2019 concernant l'adoption du statut du sołectwo de Gąsawa.
Les autorités du sołectwo sont : 
- l'assemblée du sołectwo : l'organe décisionnel (législatif) de la communauté villageoise ;
- le chef et le conseil du sołectwo (le conseil du sołectwo assiste le chef du sołectwo). Ils composent l'organe exécutif du sołectwo. Le mandat du chef du sołectwo et du conseil du sołectwo dure 4 ans et se termine par l'élection de nouveaux membres.

Les tâches du conseil du sołectwo comprennent : 
- la participation à l'examen des questions importantes pour les habitants du sołectwo ;
- façonner les règles de la coexistence sociale ;
- organiser un travail en commun pour le lieu de résidence ;
- créer une aide de quartier.

Il exerce ses missions à travers : 
- l'adoption de résolutions dans le cadre des compétences accordées ;
- des avis sur les questions dans le cadre des compétences accordées ;
- la participation à l'organisation et à la conduite de consultations publiques sur les projets de résolutions du Conseil Communal sur des questions d'importance fondamentale pour les résidents ;
- la soumission d'une demande au Conseil Communal pour examiner les questions qui doivent être résolues et qui dépasse les possibilités des habitants du sołectwo ;
- la coopération avec les conseillers de la zone du sołectwo pour organiser des réunions avec les électeurs[4].

### Élus
En 2023, Mme Teresa Kawczyńska est la cheffe du sołectwo.

## Population et société
En 2021, le village de Gąsawa comptait 1 406 habitants, en augmentation de 2,48 % par rapport à 1998.
En 2021, 58,3 % des habitants du village de Gąsawa sont en âge de travailler (entre 18 et 64 ans pour les hommes et 18 et 59 ans pour les femmes). 17,8 % des habitants ont moins de 18 ans et 24,0 % ont l'âge légal de la retraite. Les personnes en âge de travailler représentent 59,5 % de la population de la voïvodie de Couïavie-Poméranie et 59,5 % de la population de Pologne. Ainsi, le taux de dépendance démographique du village de Gąsawa est équivalent à celui de la voïvodie de Couïavie-Poméranie et équivalent à celui de la Pologne.
| Classe d'âge                                                                                           | Hommes | Femmes | Total  |
| --- | ------ | ------ | ------ |
| Population <18 ans                                                                                     | 19,4 % | 16,2 % | 17,8 % |
| Population en âge de travailler (entre 18 ans et 59 ans pour les femmes et les 64 ans pour les hommes) | 63,6 % | 53,1 % | 58,3 % |
| Population à l'âge légal de la retraite                                                                | 17,1 % | 30,7 % | 24,0 % |
| Total                                                                                                  | 100 %  | 100 %  | 100 %  |

| 1998  | 2002  | 2009  | 2011  | 2021  |
| ----- | ----- | ----- | ----- | ----- |
| 1 372 | 1 456 | 1 469 | 1 501 | 1 406 |

## Culture locale et patrimoine

### Galerie

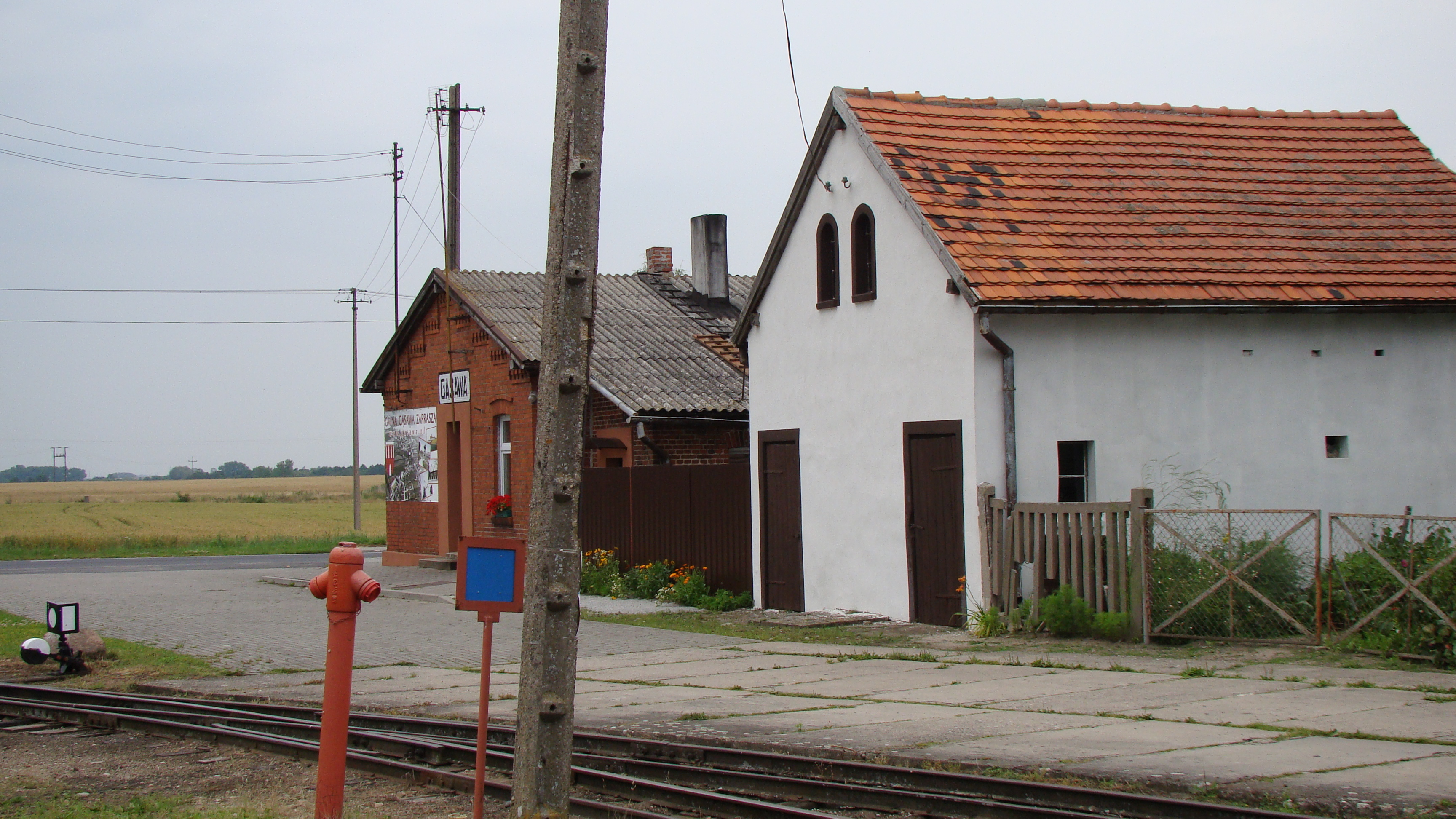
Gare de Gąsawa.
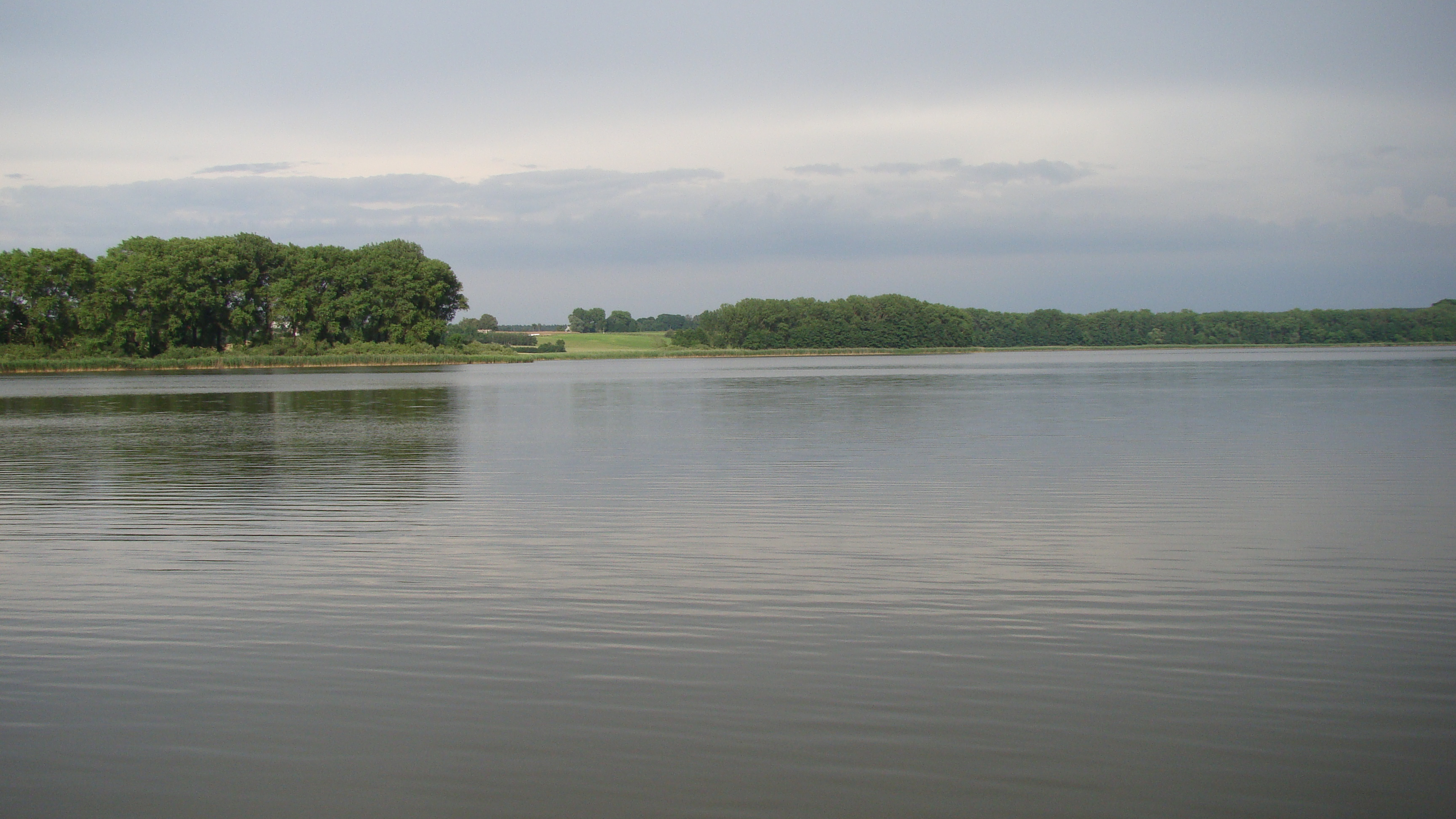
Vue sur le lac de Gąsawa.
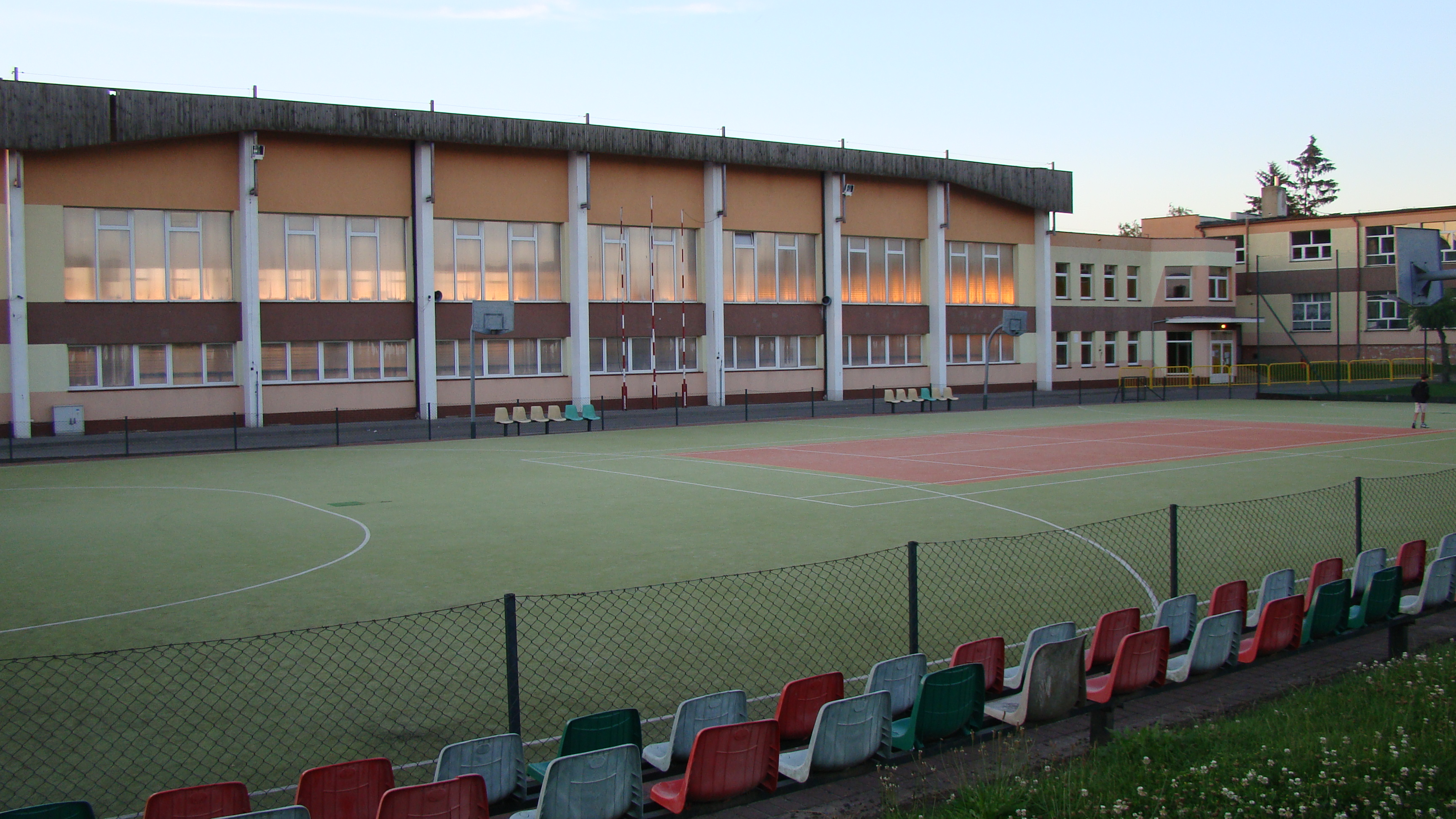
Terrain de sport à Gąsawa.